# Ле-Гюа (Изер)
Ле-Гюа (фр. Le Gua) — коммуна во Франции, находится в регионе Рона — Альпы. Департамент коммуны — Изер. Входит в состав кантона Пон-де-Кле. Округ коммуны — Гренобль.
Код INSEE коммуны — 38187. Население коммуны на 2012 год составляло 1839 человек. Населённый пункт находится на высоте от 340 до 2161 метров над уровнем моря. Муниципалитет расположен на расстоянии около 500 км юго-восточнее Парижа, 105 км юго-восточнее Лиона, 19 км южнее Гренобля. Мэр коммуны — Christophe Mayoussier, мандат действует на протяжении 2014—2020 годов.
Динамика населения (INSEE):